# Termitoblatta desertorum
Termitoblatta desertorum är en kackerlacksart som först beskrevs av Adelung 1905.  Termitoblatta desertorum ingår i släktet Termitoblatta och familjen småkackerlackor. Inga underarter finns listade i Catalogue of Life.